# Frederick Kelly (wioślarz)
Frederick Septimus Kelly (ur. 29 maja 1881 w Sydney, zm. 13 listopada 1916 w Beaucourt-sur-l'Ancre) – brytyjski muzyk, oficer i wioślarz, złoty medalista olimpijski.
Kształcił się w Eton College i Balliol College Uniwersytetu Oksfordzkiego. W 1903 brał udział w The Boat Race, jednak oksfordzka osada przegrała wtedy z Cambridge.
Wystąpił na igrzyskach olimpijskich w Londynie w 1908 roku, gdzie brytyjska osada w składzie: Albert Gladstone, Frederick Kelly, Banner Johnstone, Guy Nickalls, Charles Burnell, Ronald Sanderson, Raymond Etherington-Smith, Henry Bucknall i Gilchrist Maclagan zdobyła złoty medal. Był to jego jedyny start olimpijski.
Brał udział w I wojnie światowej, jeszcze w 1914 wstąpił do Royal Naval Reserve. Brał udział w bitwie o Gallipoli, gdzie dwukrotnie był ranny. Odznaczony Krzyżem Wybitnej Służby, następnie awansowany na komandora podporucznika i przerzucony do Francji. Zginął w trakcie bitwy nad Sommą. Został pochowany na cmentarzu wojennym w Mesnil-Martinsart.
Kelly był też kompozytorem muzyki, komponował także w trackie wojny.